# Viktor & Rolf
Viktor & Rolf es una casa de moda con sede en Ámsterdam, Países Bajos. La empresa fue fundada en 1993 por los diseñadores Viktor Horsting (1969, Geldrop) y Rolf Snoeren (1969, Dongen).

## Historia
Viktor Horsting y Rolf Snoeren se conocieron mientras estudiaban en la Academia de Arnhem de Arte y Diseño en los Países Bajos. Comenzaron a trabajar juntos después de la graduación. En 1993 ganó un concurso de talentos en el Festival Internacional de Mode et de Photographie en Hyères, y se trasladó a París en el mismo año.
Viktor & Rolf comenzó a comenzó en 2000, y en 2006 diseñaron la ropa de la cadena H&M.
En 2008 el magnate italiano Renzo Rosso compró acciones mayoritarias de la compañía.

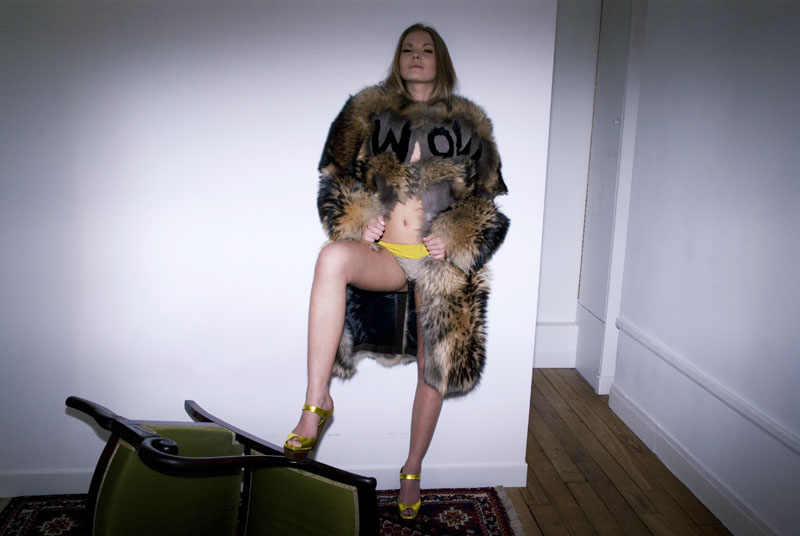
Viktor & Rolf, abrigo de la colección otoño invierno 2008

## Biografía
1969
En mayo en el sur de Holanda nació Víctor Horsting y en septiembre en otra provincia Holandesa nace Rolf Sneoren su futuro amigo, compañero en la academia y cofundador de la marca Viktor & Rolf. 
1988
Empiezan sus estudios en la academia Amberes de diseño y moda, donde se conocen y su amistad crece y se desarrolla durante el primer año de academia.
1992
Ambos reciben el diploma de la academia Amberes.
Después del verano se mudan a París a un pequeño apartamento en el barrio Políglota. Durante el día trabajan como pasantes de moda para otros diseñadores y por las noches trabajan en los diseños de su primera colección.
1993
Se presentan al salón internacional de la moda y fotografía de Francia en Hyeres, donde ganan 3 premios, el premio de la prensa, el premio del jurado y el gran premio de la ciudad de Hyeres.
Tras ganar los 3 premios deciden montar su empresa y crear su propia marca y busca un estudio en Ámsterdam para empezar a trabajar en nuevas colecciones.
1994	
Primera instalación como parte de una instalación colectiva internacional del arte contemporáneo titulada “El invierno del amor” en el Museo de Arte Moderno de París.
1995	
Instalación de su colección en la Galería Patricia Dorfmann de París.
1996
En marzo hacen una campaña donde fotografían a una modelo con uno de sus diseños y con un cartel en el que pone Viktor & Rolf en huelga y mandaron esta fotografía a todas las revistas de moda de Francia y Nueva York.
En octubre exposición en la Galería de la Antorcha de Ámsterdam, instalación que incluye “Le Parfum”.
1999
Primer “desfile” autorizado de alta costura, aunque se puede considerar más una performance ya que sólo había una modelo subida en una peana, que daba vueltas lentamente, a esta modelo le iban superponiendo un diseño sobre otro, la colección se llamaba “The Russian Doll” (la muñeca rusa)
2000
Exposición en el Museo de Groninga, Groningen, Holanda y su primera colección prêt-à-porter.
2001
Ganan el premio otorgado por el Grupo Internacional de Nueva York.
2003
Lanzamiento de la línea masculina, introducen su línea de gafas exclusivas.
Retrospectiva titulada “Moda en Colores” en el Museo de Moda y Textil de París.
2004
Exposición de la historia de la moda con el Kyoto Costume Institute, fue expuesta en Kioto y Tokio, Japón.
Gana el premio al Mejor Diseñador Internacional en los premios de Elle Style.
Inauguran su primera tienda en Milán.
2005
Lanzan su primera fragancia femenina “Flowerbomb”
2006
Lanzan su primera fragancia masculina “Antidote”.
Reciben el premio de la Scottis fashion Awards en la categoría de diseñador del año.
2008
Renzo Rosso compra casi la mitad de las acciones de la firma, de esta forma los diseñadores se centran en su trabajo de creación y Renzo Rosso se encarga de la expansión de la marca.
Exposición titulada “The House of  Viktor & Rolf” en la Galería de arte Babarian en Londres.
Cierran su tienda de Milán.
2009
Segunda fragancia femenina “Eau Mega”. 
Empiezan a trabajar en un libro titulado Cuento de Hadas, escrito e ilustrado por ellos mismos.
2010
Celebran el quinto aniversario de "Flowerbomb" en Le Meurice, París.
2011
Sacan su libro titulado Cuento de Hadas, escrito e ilustrado por ellos mismos.
2012
Segunda fragancia masculina “Spicebomb”
2013
Se introducen en las nuevas tecnologías con su web.
Vuelven a la alta costura con su colección “Jardín Zen”
Abren su boutique insignia en París.
2014
Tercera fragancia femenina “Bombom” .

## Exposiciones

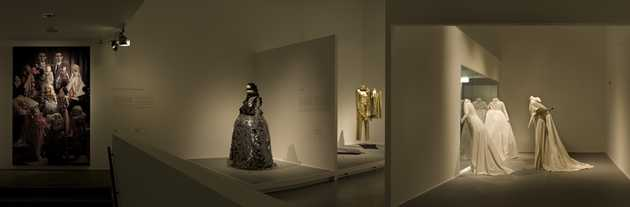
Vista de la exposición 'La casa de Viktor & Rolf' en Centraal Museum, Utrecht, 2008-09

Viktor & Rolf ha sido incluido en exposiciones de Creative Time in the Anchorage: Exposing Meaning in Fashion through Presentation, en el puente de Brooklyn Anchorage, Nueva York, Estados Unidos (mayo de 1999).